# Okręg wyborczy Deptford
Okręg wyborczy Deptford powstał w 1885 r. i wysyłał do brytyjskiej Izby Gmin jednego deputowanego. Okręg obejmował dystrykt Deptford w południowym Londynie. Okręg został zniesiony w 1974 r.

## Deputowani do brytyjskiej Izby Gmin z okręgu Deptford
- 1885–1888: William Evelyn, Partia Konserwatywna
- 1888–1897: Charles Darling, Partia Konserwatywna
- 1897–1906: Arthur Morton, Partia Konserwatywna
- 1906–1931: Charles William Bowerman, Partia Pracy
- 1931–1935: Denis Hanley, Partia Konserwatywna
- 1935–1945: Walter Green, Partia Pracy
- 1945–1950: John Wilmot, Partia Pracy
- 1950–1951: Jack Cooper, Partia Pracy
- 1951–1963: Leslie Plummer, Partia Pracy
- 1963–1974: John Silkin, Partia Pracy